# Cantone di Bouaye
Il Cantone di Bouaye era una divisione amministrativa dell'arrondissement di Nantes.
È stato soppresso a seguito della riforma complessiva dei cantoni del 2014, che è entrata in vigore con le elezioni dipartimentali del 2015.
Comprendeva i comuni di:
- Bouaye
- Brains
- Pont-Saint-Martin
- Saint-Aignan-Grandlieu
- Saint-Léger-les-Vignes
- Rezé (parte).